# Xianxia
Xianxia (chiń. upr. 仙侠; chiń. trad. 仙俠) – gatunek chińskiego fantasy inspirowany chińską mitologią, taoizmem, chińskimi sztukami walki, tradycyjną medycyną chińską i innymi elementami tradycji chińskiej.

## Historia
Wiele starożytnych tekstów może być klasyfikowane jako xianxia, takie jak Klasyk Gór i Mórz z okresu Walczących Państw lub Legenda o Białym Wężu z okresu Qing. Powieści xianxia zostały spopularyzowane w okresie Republiki Chińskiej (1912-1949), ale to powieść Legenda Bohaterów Mieczy z góry Zu z 1932 roku wywołała współczesną popularność tego gatunku. Gatunek nabrał nowego życia wraz z pojawieniem się publikowania online, a strony takie jak Qidian.com, Zongheng.com i 17k.com dają platformę dla autorów, aby dotrzeć do szerokiego grona odbiorców dzięki dużej ilości serializowanych treści. Gatunek został spopularyzowany poza Chinami głównie przez fanowskie tłumaczenia na początku 2000 roku. Oficjalne tłumaczenia zaczęły później być publikowane na stronach takich jak Wuxiaworld.com i Webnovel.com. Gatunek ten jest również podstawą chińskich programów telewizyjnych, filmów, manhuy i gier. 

## Charakterystyka
Bohaterami są zazwyczaj „kultywujący”, którzy starają się zostać Nieśmiertelnymi, osiągając życie wieczne, nadprzyrodzone moce i niewiarygodny poziom siły. Fikcyjna kultywacja praktykowana w powieściach xianxia jest silnie oparta na praktyce medytacyjnej Qigong. 
Historie zwykle zawierają takie elementy, jak bogowie, nieśmiertelni, demony, diabły, duchy, potwory, magiczne skarby, przedmioty nieśmiertelne, pigułki lecznicze i tym podobne. Często mają miejsce w „świecie kultywacji”, w którym kultywujący angażują się w zaciekłe i zazwyczaj śmiertelne walki o zdobycie zasobów potrzebnych do wzmocnienia. Często świat przedstawiony z początku przypomina starożytne Chiny, ale historie zwykle zyskują kosmiczną skalę, a bohaterowie osiągają boskie zdolności, czasami tworząc własne planety, galaktyki lub wszechświaty. Choć głównym wątkiem jest zazwyczaj akcja i przygoda, są też historie, w których romans jest priorytetem. 

## Filmy i telewizja
Być może jednym z najwcześniejszych udanych filmów xianxia był film Wojownicy Zu z Magicznej Góry z 1983 roku w Hongkongu, a następnie film Wojownicy krainy Zu z 2001 roku w Hongkongu. Inne adaptacje filmowe powieści zostały dobrze przyjęte, takie jak romantyczny film xianxia z 2017 roku Pewnego razu i Jadeitowa dynastia z 2019. 
Liczniejsze i popularniejsze od filmów są seriale telewizyjne. 

## Etymologia
Znaki tworzące słowo xianxia to Xian (仙) i Xia (侠). Xian dosłownie oznacza nieśmiertelność, nie dosłownie, ale w sensie podobnym do Nieśmiertelnego, transcendentnej istoty z chińskiej mitologii. Xia jest zwykle tłumaczone jako bohater, a dokładniej oznacza osobę odważną, rycerską i prawą. 

## Xianxia a inne gatunki
Podczas początkowej eksplozji popularności chińskich powieści fantasy, jednym z najpopularniejszych serwisów publikujących tłumaczenia była Wuxiaworld.com. Z powodu użycia „wuxia” w nazwie strony, wielu czytelników zaczęło używać tego terminu do opisania wszystkich gatunków chińskich powieści fantasy. Chociaż xianxia ma wiele cech wspólnych z wuxia, w rzeczywistości są to odrębne gatunki. Później, gdy coraz więcej czytelników zrozumiało różnicę między wuxią a xianxią, zaczęto używać słowa xianxia w odniesieniu do wszystkich rodzajów chińskich powieści o kultywacji, pomimo faktu istnienia unikalnych gatunków różniących od xianxia, takich jak xuanhuan, qihuan itp.